# Суперэллипсоид
Суперэллипсоид — геометрическое тело, поперечными сечениями которого являются суперэллипсы (кривые Ламе) с одним и тем же показателем степени r, а вертикальные сечения — суперэллипсы с одним и тем же показателем степени t. Некоторые суперэллипсоиды являются суперквадриками, однако ни одно из этих семейств не является подмножеством другого.
Частным случаем суперэллипсоида является суперъяйцо, популяризованное Питом Хейном.

## Математическое описание

### Базовая форма
Базовый суперэллипсоид определяется уравнением
{\displaystyle \left(\left|x\right|^{r}+\left|y\right|^{r}\right)^{t/r}+\left|z\right|^{t}\leq 1.}
Параметры r и t — положительные действительные числа, которые определяют форму фигуры, в частности — степень плоскостности полюсов и экватора. Когда t = r, суперэллипс становится частным случаем суперквадрики.
Любая параллель (горизонтальное сечение) суперэллипсоида плоскостью z = b, где -1 < b < +1, является кривой Ламе с показателем степени r, и масштабным коэффициентом 
{\displaystyle a=(1-\left|z\right|^{t})^{1/t};}
{\displaystyle \left|{\frac {x}{a}}\right|^{r}+\left|{\frac {y}{a}}\right|^{r}\leq 1.}
Любой меридиан (сечение плоскостью, проходящей через ось симметрии) также является кривой Ламе с показателем степени t и вытянутой в горизонтальном направлении с коэффициентом w, зависящим от положения секущей плоскости. Именно, если x = u cos θ и y = u sin θ при фиксированном θ, то
{\displaystyle \left|{\frac {u}{w}}\right|^{t}+\left|z\right|^{t}\leq 1,}
где
{\displaystyle w=(\left|\cos \theta \right|^{r}+\left|\sin \theta \right|^{r})^{-1/r}.}
В частности, если r = 2, горизонтальные сечения являются кругами, а w = 1 для всех секущих плоскостей. В этом случае суперэллипсоид является телом вращения, полученной вращением кривой Ламе с показателем степени t вокруг вертикальной оси.
Базовый суперэллипсоид располагается в пространстве внутри куба, где значения каждой из трёх координат лежат в пределах от −1 до +1. Суперэллипсоид общего вида получается масштабированием базового суперэллипсоида по координатным осям с коэффициентамиA, B, C, которые являются полуосями получившегося суперэллипсоида. Уравнение суперэллипсоида общего вида
{\displaystyle \left(\left|{\frac {x}{A}}\right|^{r}+\left|{\frac {y}{B}}\right|^{r}\right)^{t/r}+\left|{\frac {z}{C}}\right|^{t}\leq 1.}
Принимая r = 2, t = 2,5, A = B = 3, C = 4, получим суперъяйцо Пита Хейна.
Суперэллипсоид общего вида представляется в параметрическом виде через параметры u and v (долгота и широта):
{\displaystyle {\begin{aligned}x(u,v)&{}=Ac\left(v,{\frac {2}{t}}\right)c\left(u,{\frac {2}{r}}\right);\\y(u,v)&{}=Bc\left(v,{\frac {2}{t}}\right)s\left(u,{\frac {2}{r}}\right);\\z(u,v)&{}=Cs\left(v,{\frac {2}{t}}\right);\\&-\pi /2\leq v\leq \pi /2,\quad -\pi \leq u<\pi ,\end{aligned}}}
где
{\displaystyle {\begin{aligned}c(\omega ,m)&{}=\operatorname {sgn}(\cos \omega )|\cos \omega |^{m};\\s(\omega ,m)&{}=\operatorname {sgn}(\sin \omega )|\sin \omega |^{m};\end{aligned}}}
{\displaystyle \operatorname {sgn}(x)={\begin{cases}-1,&x<0\\0,&x=0\\+1,&x>0.\end{cases}}}
Объём суперэллипсоида выражается формулой
{\displaystyle V={\frac {2}{3}}ABC{\frac {4}{rt}}\beta \left({\frac {1}{r}},{\frac {1}{r}}\right)\beta \left({\frac {2}{t}},{\frac {1}{t}}\right).}